# Неон-Психикон
Не́он-Психико́н (греч. Νέον Ψυχικόν ή Νέο Ψυχικό «Новый Психикон») — город в Греции, северный пригород Афин. Расположен на высоте 170 метров над уровнем моря, на Афинской равнине, на восточном склоне хребта Турковуния, в 6 километрах к северо-востоку от центра Афин, площади Омониас. Входит в общину (дим) Филотеи-Психикон в периферийной единице Северные Афины в периферии Аттика. Население 10 137 жителей по переписи 2011 года. Площадь 1 квадратный километр.
Город получил название от соседнего Психикона.
Город основан в 1940 году вокруг храма Святой Софии в ходе переселения жителей центра Афин. Сообщество создано в 1946 году (ΦΕΚ 290Α), в 1982 году (ΦΕΚ 98Α) создана община.
Город обслуживают внешние станции Афинского метрополитена «Этники-Амина» и «Холаргос». По северо-западной окраине города проходит проспект Кифисьяс. По юго-восточной окраине города проходит проспект Месойон.

## Население
| Год  | Население, человек |
| ---- | ------------------ |
| 1940 | 191                |
| 1951 | 3305               |
| 1961 | 7560               |
| 1971 | 9139               |
| 1981 | 11 467             |
| 1991 | 12 290             |
| 2001 | 11 688             |
| 2011 | ↘ 10 137           |